# Edwin Congo
Pour les articles homonymes, voir Congo.
Edwin Congo, né le 7 octobre 1976 à Bogota (Colombie), est un footballeur colombien, qui évoluait au poste d'attaquant à l'Once Caldas, au Real Madrid, au Real Valladolid, au Vitória Guimarães, au Toulouse FC, à Levante UD, au Sporting Gijón, au Recreativo de Huelva, à l'Olímpic Xàtiva et à Benisa ainsi qu'en équipe de Colombie.
Congo marque trois buts lors de ses treize sélections avec l'équipe de Colombie entre 1999 et 2004. Il participe à la Copa América en 1999 et 2004 avec la Colombie.

## Biographie
Il a notamment évolué au Real Madrid, au Toulouse FC et au Recreativo de Huelva. En une demi-saison avec le Toulouse FC, il participa à huit matchs de Division 1 et marqua un but.

## Carrière
- 1996-1999 : Once Caldas
- 1999-2002 : Real Madrid
- 1999-2000 : Real Valladolid
- 2000-2001 : Vitória Guimarães
- 2001 : Toulouse FC
- 2002-2006 : Levante UD
- 2006-2007 : Sporting Gijón
- 2007-2008 : Recreativo de Huelva
- 2008-2009 : Olímpic Xàtiva
- 2009 : Benisa   [1]

## Palmarès

### En équipe nationale
- 17 sélections et 3 buts avec l'équipe de Colombie entre 1999 et 2004.
- Troisième de la Copa América 2004.
- Quart-de-finaliste de la Copa América 1999.